# إيريك أغيمانغ
إيريك أغيمانغ (بالألمانية: Eric Agyemang)‏ (11 يناير 1980 في غانا - ) هو لاعب كرة قدم ألماني في مركز الهجوم. لعب مع أرمينيا بيليفيلد وإرتسغيبيرغه آوه ونادي سانت باولي ونادي ماغديبورغ و وSV Wacker Burghausen ‏ وSC Vorwärts-Wacker 04 ‏ وTuS Dassendorf ‏ وKickers Emden ‏ وSC Pfullendorf ‏.

## وصلات خارجية
- إيريك أغيمانغ على موقع قاعدة بيانات كرة القدم.إي يو (الإنجليزية)
- إيريك أغيمانغ على موقع بيانات كرة القدم. دي إي (الألمانية)
- إيريك أغيمانغ على موقع عالم كرة القدم.نت (الإنجليزية)